# Pierre Bernard (Grafiker)

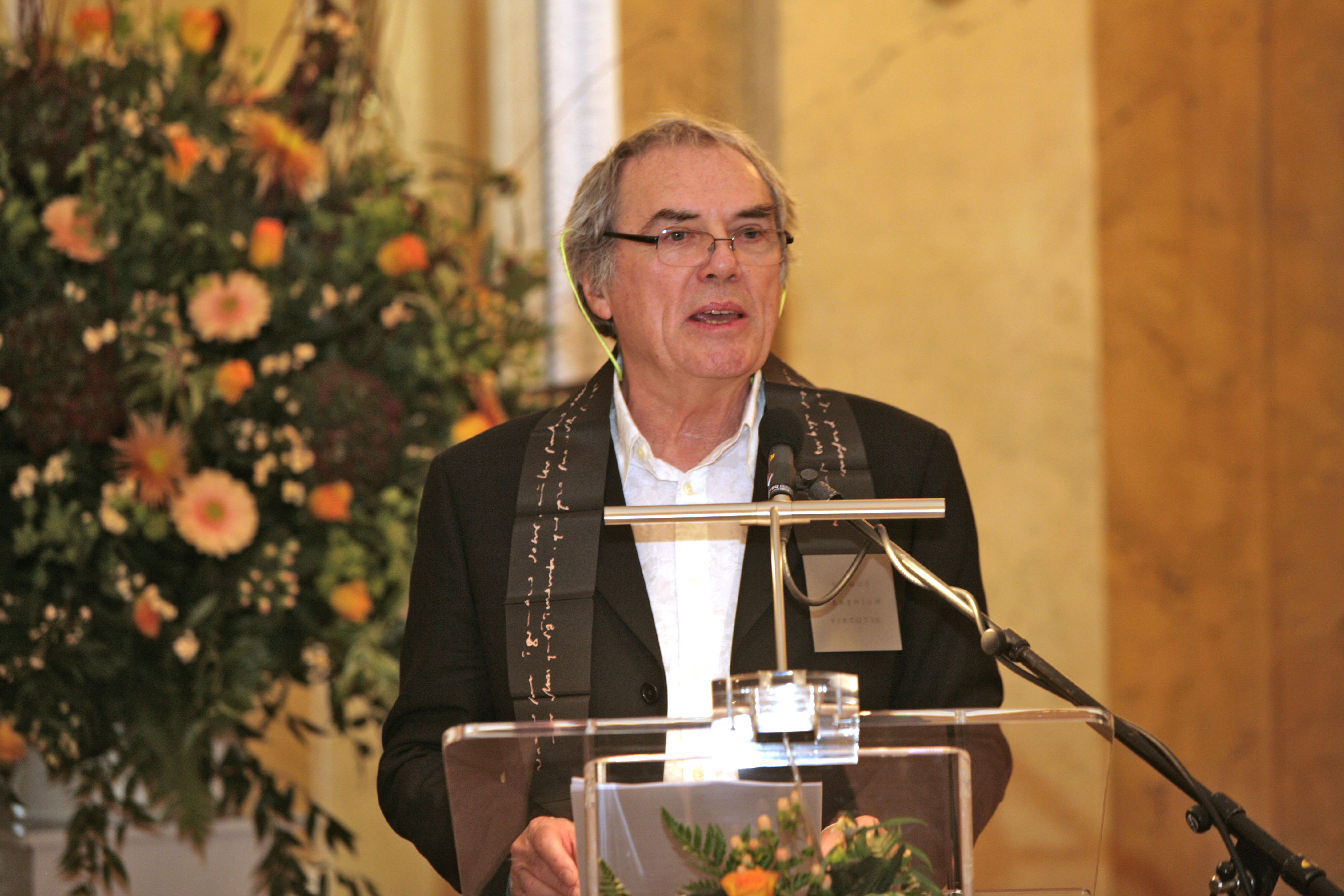
Pierre Bernard (Erasmuspreis 2006)

Pierre Bernard (* 25. Februar 1942 in Paris; † 23. November 2015) war ein französischer Grafiker. Er war erst Mitglied und später Leiter des L’Atelier Création Graphique in Paris, einer Organisation, die er zusammen mit Dirk Behage und Fokker Draaijer gegründet hatte. 2006 erhielt er den bedeutenden niederländischen Erasmuspreis. 1970 gründete er das Grafikerkollektiv Grapus, das linke und kommunistische Visionen künstlerisch umsetzte. Seit 1987 war er Mitglied der Alliance Graphique Internationale. An der ENSAD, der École nationale supérieure des arts décoratifs in Paris arbeitete er als Grafiklehrer. Bernard wurde als Grafiker als ebenso wichtig wie die Schweizer Niklaus Troxler und Werner Jeker oder Eiko Ishioka aus Japan eingeschätzt.
Am 23. November 2015 starb Bernard an Krebs.